# Pop (álbum de Los Planetas)
Pop es el segundo disco de la banda granadina de Pop Los Planetas y uno de los discos más influyentes que ha dado la música independiente en España.
Publicado en 1996 por la discográfica RCA; BMG Ariola, cuenta con 11 canciones de pop clásico, y demostró el gusto por la provocación en las letras con canciones como La máquina de escribir, de tono sadomasoquista y misógino; la irónica Una nueva prensa musical o la humorísticamente titulada Himno generacional #83.
Alcanzó el puesto 40 en la lista de ventas españolas.
El álbum fue publicado en formato CD y casete, y también en vinilo por el sello Subterfuge Records, con portada alternativa.

## Lista de canciones

### Edición en CD
1. db 9:20
2. Una nueva prensa musical 2:59
3. Jose y yo 3:31
4. Himno generacional #83 2:10
5. Ciudad azul 3:24
6. La máquina de escribir 5:42
7. David y Claudia 2:03
8. 8 3:57
9. Aeropuerto 3:26
10. Ondas del espacio exterior 3:03
11. Punk 1:28

### Edición encasete
| Cara A 1. db 9:20 2. Una nueva prensa musical 2:59 3. Jose y yo 3:31 4. Himno generacional #83 2:10 5. Ciudad azul 3:24 | Cara B 1. La máquina de escribir 5:42 2. David y Claudia 2:03 3. 8 3:57 4. Aeropuerto 3:26 5. Ondas del espacio exterior 3:03 6. Punk 1:28 |

### Edición envinilo
| Cara A 1. db 9:20 2. Una nueva prensa musical 2:59 3. Jose y yo 3:31 4. Himno generacional #83 2:10 5. Ciudad azul 3:24 | Cara B 1. La máquina de escribir 5:42 2. David y Claudia 2:03 3. 8 3:57 4. Aeropuerto 3:26 5. Ondas del espacio exterior 3:03 6. Punk 1:28 |

### Reediciones en vinilo (2009, 2011 y 2025)
Pop ha recibido tres reediciones en vinilo;
1. El 23 de abril de 2009 Subterfuge Records reeditó una edición limitada en vinilo rojo y en vinilo azul.[2]
2. El sello discográfico de Jota, El Ejército Rojo, reeditó, con nueva portada diseñada por Daniel D'Ors,[3] el disco en vinilo de 180 gramos en febrero de 2011, bajo licencia de Sony Music Entertainment España y en edición limitada a 500 copias.[4]
3. El 17 de enero de 2025 Sony Music España publica una nueva versión en vinilo cuya portada reproduce la original en cd y casete, siendo el vinilo más vendido en España en esa semana.[1]

## Sencillos
| Orden | Título                 | Fecha de Edición | Discográfica                                                            |
| ----- | ---------------------- | ---------------- | ----------------------------------------------------------------------- |
| 1     | Himno generacional #83 | 1996             | BMG Music Spain, S.A. (sencillo en CD) / Subterfuge Records (vinilo 7") |
| 2     | David y Claudia        | 1996             | BMG Music Spain, S.A. (sencillo en CD) / Subterfuge Records (vinilo 7") |
| 3     | Punk                   | 1996             | BMG Music Spain, S.A. (sencillo en CD) / Subterfuge Records (vinilo 7") |

Jose y yo iba a ser el último sencillo a extraer de Pop, con su fecha de lanzamiento ya prevista (23-9-26), pero finalmente Los Planetas dieron marcha atrás al comprobar que no había canciones disponibles para la cara B.

## Créditos
J Rodríguez: guitarras eléctricas y acústicas, voz y teclados.
Florent Muñoz: guitarras eléctricas y teclados en 8.
May Oliver: bajo.
Raúl Santos: batería en 1, 2, 7 y 8, percusión en 5 y segunda voz en 6 y 10.
Eric Jiménez: batería en 3, 4, 5, 6, 9, 10 y 11.
Ángel Martos: percusión en 7.
José Lozano: coros en 9.
Kurt Ralske: teclados en 1, 5 y 7, y guitarra jazzy en 9.
Grabado en Red Led (Madrid) entre octubre y noviembre de 1995.
Producido por Kurt Ralske.
Asistido por Ángel Martos y Guillermo Quero.
Todas las canciones escritas por J Rodríguez y Florent Muñoz excepto 3, por J y Paco Rodríguez.
Todas las letras escritas por J excepto 5 y 10, por J y May Oliver.
Erik Jiménez aparece por cortesía de Sony Music.
José Lozano (cantante de Automatics y Universal Circus) aparece por cortesía de Elefant Records.
Javier Aramburu: diseño gráfico.
A&R: David López (Limbo Starr)

## Significado de algunas canciones e influencias
En una entrevista a la revista Rockdelux, J y Florent daban la explicación títulos de algunas canciones:
- db

(J): Es David Baker (Mercury Rev), claro. Kurt Ralske es supercolega suyo y le pidió que cantara en nuestro disco Pop, aunque fuera por teléfono, pero no consiguió encontrarlo porque estaba produciendo a un grupo. 
- Ciudad azul

(J): Ese título es de Florent, que lo explique él. 
(Florent): Pues no me acuerdo. 
- La máquina de escribir

(J): Pero, ¿cómo hiciste esa asociación de ideas?. La canción no tiene nada que ver, pero no se nos ocurría nada y va este y dice: La máquina de escribir. Claro tío, la máquina de escribir. ¿Cómo se lo iba a discutir nadie?. 
(Florent): Es el paradigma de título que no tiene nada que ver con la canción y al mismo tiempo dice mucho. 
(J): Ah, ¿si? 
- David y Claudia

(J): Se la puse a un amigo mío, Jesús Izquierdo, que es el que ha hecho los arreglos de 
La Copa de Europa, y me dijo: "Éstos parecen David Copperfield y Claudia Schiffer". Yo ni había caído, pero su historia define perfectamente la canción. 
- 8

(J): Es la hora a que te levantas. 
(Florent): Esa fue idea de May. 
- Aeropuerto

(Florent): Una palabra que me gustaba. 
(J): La historia de la canción también lo reclamaba, porque es sobre alguien que vive cerca del aeropuerto y ve despegar los aviones.